# Per Nielsen (tv-instruktør)
 For alternative betydninger, se Per Nielsen. (Se også artikler, som begynder med Per Nielsen)
Per Gunnar Nielsen (født 2. oktober 1937 i København, død 22. juli 1994) var en dansk børne-TV-medarbejder, dukkefører, og instruktør. 
Som barn blev Per Nielsen interesseret i dukketeater, men da der ikke var mange muligheder for at udleve den interesse, blev han som teenager først cykelbud, og senere gik han i lære som dameskrædder hos Holger Blom. Imidlertid var interessen for dukketeater usvækket, og 1960 besluttede han sig for at søge ind til Danmarks Radios børne-TV-afdeling. Han troppede op i Radiohuset med en kuffert fuld af dukker, og kort efter var han ansat.
De næste mange år stod Per Nielsen bag en række af Danmarks Radios børne-TV-dukkeproduktioner, ofte sammen med Hanne Willumsen, der også er en habil dukkefører og dukke-designer. 
Per Nielsen døde efter kort tids sygdom i 1994.

## Produktioner
Denne liste er ufuldstændig; hjælp gerne med at udfylde den.
- Sørøver Sally
- Vinterbyøster
- Jullerup Færgeby
- Kikkebakkeboligby
- Ane og Anders har en bro
- Familien Fab